# 紀ノ國戦隊紀州レンジャー
紀ノ國戦隊 紀州レンジャー（きのくにせんたい きしゅうレンジャー）は、和歌山県のゆるキャラご当地ヒーローである。デザイナーの馬場淳夫が監修。

## 概要
和歌山県の環境を守るため、県の特産物から誕生したご当地ヒーローであり、任務は環境保護活動・和歌山物産の認知・地場産業活性である。スーパー戦隊シリーズの制作プロダクションである東映株式会社より正式に許諾されている。
認知度が高まってきているため、わかやま環境親善大使に任命された。

## メンバー

### 紀州レンジャーの父

#### 海
クジレンジャーとタチレンジャーの父であり、水産業を活性化させている。

#### 山
ミカンレンジャーとスミレンジャーの父であり、林業を活性化させている。

#### 川
農業や林業を活性化させている。

### 初代紀州レンジャー

#### ウメレンジャー
- 出身地 - みなべ
- 血液型 - クエン酸

#### クジレンジャー
- 出身地 - 太地
- 血液型 - EPA

#### ミカンレンジャー
- 出身地 - 有田
- 血液型 - ビタミンC

#### タチレンジャー
- 出身地 - 有田
- 血液型 - ビタミンA・ビタミンD

#### スミレンジャー
- 出身地 - 田辺
- 血液型 - マイナスイオン型

### 追加の紀州レンジャー

#### キンザンジミソレンジャー
- 出身地 - 湯浅
- 血液型 - アルカリ

#### メハリズシレンジャー
- 出身地 - 新宮
- 血液型 - アリルイソチオシアネート

#### ピーチレンジャー
- 出身地 - 紀の川
- 血液型 - ペクチン型

#### タイレンジャー
- 出身地 - 加太
- 血液型 - ビタミンB型

#### カキレンジャー
- 出身地 - 伊都地方
- 血液型 - タンニン型